# 高槻市立歴史民俗資料館
高槻市立歴史民俗資料館（たかつきしりつれきしみんぞくしりょうかん）は大阪府高槻市城内町3に位置する城跡公園内の一角にある博物館。

## 概要
江戸時代中頃の商家の建物を移築復元して、昔の生活用品や農具などを紹介する歴史民俗資料館としてオープン。
現在はしろあと歴史館の分館となっている。
土間には織機などの民俗資料が並び、座敷には卓袱台や食器、柱時計、わらべ人形などが往時を偲ばせている。

## 利用情報
- 開館　10時～17時（入館は16時半まで）
- 休館　月曜・祝日の翌日・年始年末
- 入館料　無料

## 文化財
- 旧笹井家住宅　高槻市文化財（昭和47年9月12日指定）（建物）第1号　江戸時代中頃

城下町高槻の面影を伝える貴重な町家。　

## 周辺
- 高槻城跡
- 城跡公園
- 高槻市立しろあと歴史館
- 野見神社
- カトリック高槻教会
- 高槻城公園芸術文化劇場

## 交通アクセス
- 阪急京都本線高槻市駅より南へ徒歩約10分
- JR京都線高槻駅より南東へ徒歩約15分